# Phoolan Devi
Phoolan Devi (hindi फूलन देवी, trl. Phūlan Devī, znana jako Królowa Bandytów; ur. 10 sierpnia 1963, zm. 25 lipca 2001) – indyjska bandytka, przywódczyni oddziału dakoitów. Po wyjściu z więzienia polityczka i deputowana do indyjskiego parlamentu.

## Młodość
Urodziła się w niewielkiej wsi Gorha ka Purwa położonej w północnych Indiach, w miesiącu bhadrapada (sierpień-wrzesień) w 1963 (chociaż data ta nie jest pewna). Pochodziła z najniżej położonej w hierarchii dźati (kasty) mallahów, skupiającej rybaków i chłopów. Jej ojciec toczył spór o majątek ze swoim bratem Biharim. Po śmierci Bihariego rodzina Phoolan procesowała się z jego synem Majadinem. Gdy pewnej nocy Majadin ściął drzewo przeznaczone na posag Phoolan, ta zaatakowała go. Chcąc pozbyć się kłopotliwej kuzynki Majadin, gdy miała 11 lat, zaaranżował jej małżeństwo z trzykrotnie starszym od niej wdowcem o imieniu Putti Lal. Bita i gwałcona przez męża uciekła do rodzinnego domu, ale obawiająca się hańby rodzina zwróciła ją jednak mężowi. Według tamtejszych zwyczajów mąż mógł robić ze swoją żoną co chciał i nikt się nie wtrącał. Ostatecznie została wygnana przez męża i w rodzinnej wsi stała się niechcianym wyrzutkiem; nie wolno jej było nawet korzystać z wioskowej studni. W 1979 oskarżona przez Majadina o kradzież została aresztowana; w więzieniu bito ją i gwałcono.

## Wśród dakoitów
Ostatecznie została sprzedana przez Majadina grasującej w okolicy wioski bandzie dakoitów pod dowództwem Babu Gujara. Gdy ten próbował zgwałcić Phoolan, został zabity przez swojego zastępcę, Wikrama. Wikram i Phoolan zostali kochankami i wspólnie dowodzili bandą. Banda wykastrowała Putti Lala i ciężko pobiła jego konkubinę oraz wymusiła na Majadinie zrzeczenie się majątku.
Gdy Wikram został zamordowany przez członków bandy, chcących pomścić śmierć poprzedniego przywódcy, Phoolan została zabrana do wsi Behmai, gdzie przez kilka tygodni była brutalnie gwałcona.

## Własny oddział
Udało jej się uciec z niewoli i założyła własny gang składający się z mallahów oraz muzułmanów. Banda dokonała wielu napadów rabunkowych w północnych i środkowych Indiach, zdobyte pieniądze oddając biednym, a także dokonując egzekucji na gwałcicielach. Imię Phoolan szybko stało się znane, a chłopi zaczęli uważać ją za inkarnację bogini Durgi.
14 lutego 1981 Phoolan wraz ze swoją bandą zaatakowała wieś Behmai, by zemścić się na swych dawnych oprawcach. Zastrzelone zostały 22 osoby. Wydarzenie to zyskało rozgłos pod nazwą "Masakry dnia św. Walentego". Była to największa masakra dokonana przez oddział dakoitów w historii współczesnych Indii. Za pojmanie Phoolan wyznaczono nagrodę w wysokości równej 10 tysiącom dolarów.

## Uwięzienie i oswobodzenie
W prowincji Uttar Pradesh 2000 policjantów ścigało bandę, do akcji włączono też helikoptery. Wyczerpana ucieczką przed pościgiem Phoolan poddała się 12 lutego 1983. Bez procesu skazano ją na 11 lat więzienia.
Zwolniona za kaucją w 1994 dzięki wstawiennictwu ówczesnego premiera stanu Uttar Pradesh, Mulajama Singha Jadawa.

## Działalność polityczna
Premier stanu Uttar Pradesh Mulajam Singh Jadaw, zarazem przywódca lewicowej partii Samajwadi (Partii Socjalistów) i podobnie jak Phoolan pochodzący z niskiej dźati (kasty), zaproponował jej karierę polityczną. Na wolności Phoolan założyła ruch społeczny Eklavya Sena, walczący o prawa ludzi z niższych kast, zwłaszcza kobiet, m.in. poprzez zapewnienie dostępu do edukacji i naukę technik samoobrony. Walcząc o prawa biednych i wykluczonych zyskała sobie przydomek pani Gandhi z Mirzapur.
W wyborach 1996 została wybrana deputowaną do indyjskiego parlamentu i mogła wypowiadać się w imieniu swoim i podobnych jej kobiet. W tym samym roku ukazała się spisana przez dziennikarkę Susan Lea i opracowana przez Marie Therese Cuny oraz Paula Rambali autobiografia Devi pt. Ja, Phoolan Devi, królowa bandytów (sama Devi była analfabetką). W 1999 ponownie wybrana do parlamentu.
Zginęła w zamachu 25 lipca 2001, dokonanym w zemście za masakrę w Behmai.

## Phoolan Devi w filmie
W 1994 roku indyjski reżyser Shekhar Kapur nakręcił oparty na biografii Phoolan nagradzany film Królowa bandytów.